# Ajahn Lee Dhammadharo
Phra Suddhidhammaransi Gambhiramedhacarya, (1907–1961), mais conhecido como Ajahn Lee Dhammadharo, foi um professor de meditação da Tradição das Florestas da Tailândia, da ordem Dhammayuttika Nikaya, pertencente à escola budista Theravada. Nasceu na província Ubon Ratchathani, localizada na região nordeste da Tailândia, e foi discípulo de Mun Bhuridatta.
Ajahn Lee é reconhecido como um dos mais influentes mestres da Tradição das Florestas do século XX. Dentre os monges das florestas, ele criou compreensivas instruções de meditação e compôs o mais detalhado esquema sobre os jhãnas. Foi um dos primeiros professores a levar, de forma abrangente, os ensinamentos da Tradição das Florestas para a convencional sociedade tailandesa. Embora ele nunca declarou a respeito de suas realizações espirituais/meditativas, seus discípulos acreditavam profundamente que seu mestre possuía poderes psíquicos advindos de suas práticas.

## Biografia
Ajahn Lee começou a frequentar escola somente com 12 anos, deixando de estudar quando tinha 17. Neste período, ele estava preocupado em ganhar dinheiro, planejava ter uma estabilidade financeira e se casar aos 30 anos. Suas prioridades começaram a mudar por volta dos 20 anos, quando matou um cachorro que pegou um ovo que estava sendo cozido por ele. Como ele relata em sua autobiografia: "eu fiquei imediatamente sentido pelo que fiz. Eu pensei 'como eu posso compensar este pecado?'". Este evento, então, motivou-o a se ordenar como monge.
Logo após sua ordenação, Ajahn Lee ficou insatisfeito com os comportamentos dos colegas monges. "Eles jogavam xadrez, faziam brigas de galos e, até mesmo, comiam durante a noite". Cabe ressaltar que segundo a regra de conduta dos monges da tradição Theravada, é proibido se alimentar depois do meio dia (com algumas exceções de medicamentos, água e sucos). Depois de conhecer Ajahn Mun, reordenou-se na ordem Dhammayuttika Nikaya, onde vagou pelas florestas como um thudong, um monge que observa as regras ascéticas do Dhutanga. Ajahn Lee viajou até Burma, Cambodja e Índia.
Depois da estação chuvosa de 1927, Ajahn Lee voltou para o vilarejo em que nasceu (atualmente no distrito Amnat). Como tinha ficado em um templo espiritual próxima à sua vila natal, seu pai tomou conhecimento de seu paradeiro e foi buscá-lo para percorrer o resto do caminho. Quando chegaram, o monge ficou no cemitério da vila, um lugar que as pessoas evitavam em morar perto por causa de medos de fantasmas. Ele permaneceu lá por várias semanas, dando sermões às pessoas que vinham de outras vilas. Ele ofereceu a oportunidade de que os moradores das vilas tomassem refúgio nas três jóias. Ajahn Lee tentou, desta forma, acabar com o medo de fantasmas daquelas pessoas. Isto fez com que alguns aldeões ficassem preocupados e com medo, e começaram a se opor a sua estadia. Quando uma autoridade distrital passou um dia naquela vila, ele ficou ao lado de Ajahn Lee para livrar a área da adoração dos espíritos e para tornar a prática budista mais ortodoxa.

## Ensinamentos em português
- Começando Modestamente: Uma Coleção de Palestras para Meditadores Iniciantes
- Fundamentos da Atenção Plena